# Yoshi’s Safari
Yoshi’s Safari — видеоигра в жанре шутера для светового пистолета, разработанная и изданная в 1993 году компанией Nintendo для игровой системы Super Nintendo Entertainment System. Это единственная игра франшизы Mario с игровым процессом шутера от первого лица, и для которой требуется световой пистолет Super Scope. По сюжету игры Марио и его ездовой динозавр Йоши должны спасти Страну драгоценностей от Боузера и Купалингов, похитивших правителей и укравших 12 драгоценных камней. Игра состоит из 12 уровней, на которых игрок сражается с врагами, такими как Гумбы и Купы, и собирает бонусы и монеты. В конце каждого уровня происходит битва с боссом: врагом, Купалингом или самим Боузером. Yoshi’s Safari стала первой игрой для светового пистолета Super Scope, в которой использовался графический режим Mode 7. Компания Nintendo поручила разработку игры своему подразделению R&D1 на фоне снижения популярности светового пистолета Super Scope. Дальнейшая судьба этого периферийного устройства зависела от успеха игры.
Выпуск игры Yoshi’s Safari состоялся в конце 1993 года в Японии и Северной Америке, а в регионах PAL — годом позже. Игровые журналисты дали игре положительные оценки, отметив качественную графику и увлекательный игровой процесс; некоторые из них назвали Yoshi’s Safari лучшей игрой для светового пистолета Super Scope. В то же время игра подверглась критике за небольшую продолжительность и низкую сложность.Yoshi’s Safari не смогла привлечь значительного внимания аудитории и провалилась в коммерческом плане, что связывают с совпадением её выхода со скандалом вокруг переиздания популярной аркадной игры Mortal Kombat на Super Nintendo. Большинство элементов, добавленных игрой Yoshi’s Safari в игровую вселенную Mario, были проигнорированы в последующих играх серии, и переизданий этой игры не выпускалось.

## Игровой процесс
Yoshi’s Safari — шутер со световым пистолетом, в котором игровой процесс проходит с видом от первого лица. Игра состоит из 12 уровней и требует использования светового пистолета Super Scope — периферийного устройства для игровой системы Super Nintendo Entertainment System. Игрок смотрит на происходящее глазами Марио, сидящего верхом на своём друге, динозавре Йоши, и использует Super Scope для стрельбы по врагам, среди которых присутствуют традиционные для серии Mario противники: Гумбы, Купы и Чип-Чипы. При стрельбе из Super Scope уровень энергии снижается; слишком частые выстрелы приводят к полному опустошению шкалы и длительным паузам между выстрелами, во время которых игрок становится более уязвимым для вражеских атак. В игре присутствует многопользовательский режим, в котором один игрок управляет Марио с помощью Super Scope, а другой — Йоши с помощью обычного игрового контроллера. В однопользовательском режиме Йоши управляется автоматически.
После выбора уровня на карте мира игрок должен пройти его за ограниченное время. Помимо врагов, игрок может стрелять по блокам с вопросительными знаками, чтобы получить монеты, и за каждые 60 собранных монет даётся дополнительная жизнь. Игрок теряет жизни в нескольких случаях: если враги полностью истощают его запас здоровья, если он падает в пропасть, имея в запасе менее трёх монет, или если он не укладывается в отведённый на прохождение уровня лимит времени. Потеря всех жизней приводит к окончанию игры, вынуждая игрока начинать заново. На уровнях есть разветвлённые пути, ведущие к разным врагам и бонусам, но они всегда сходятся в один путь, который приводит к битве с боссом. В качестве боссов выступают Купалинги, управляющие гигантскими роботами, увеличенные версии обычных врагов и сам Боузер. Бонусы, такие как грибы, цветы и звёзды, дают игроку дополнительное здоровье, огневую мощь и неуязвимость. Некоторые бонусы доступны только во время сражений с боссами.
Действие игры Yoshi’s Safari происходит в Стране драгоценностей (англ. Jewelry Land) — местности, похожей на Грибное королевство, и имеет незамысловатый сюжет. Главный антагонист серии Боузер вместе со своими приспешниками Купалингами похищает правителей Страны драгоценностей, короля Фрета и принца Пайна, а также крадёт 12 волшебных самоцветов, защищающих королевство от бед. Кража самоцветов вызывает землетрясение, разделившее Страну драгоценностей на две части. Один из Купалингов, Игги, создаёт мощных роботов, которые помогают армии Боузера в их вторжении. Принцесса Пич отправляет Марио и Йоши с заданием победить Боузера, вернуть самоцветы и освободить двух правителей. После прохождения игры выдаётся чит-код, который при вводе на заглавном экране повышает уровень сложности. В игре также есть таблица рекордов, призванная стимулировать многократное прохождение и позволяющая игрокам отслеживать свои результаты.

## Разработка
В феврале 1992 года Nintendo выпустила световой пистолет Super Scope, ставший преемником популярного NES Zapper для Nintendo Entertainment System. В то время Nintendo вела ожесточённую конкуренцию с компанией Sega, известной своими «крутыми» играми и рекламой, и нуждалась в преимуществе над соперником. В отличие от своего предшественника, Super Scope имел лишь умеренный успех, и к 1993 году рисковал быть забытым. Руководство Nintendo осознавало, что актуальность этого периферийного устройства снижается, и поручило своему отделу Nintendo Research & Development 1 разработать игру для Super Scope с участием Марио. Будущее Super Scope зависело от успеха этой игры. Yoshi’s Safari стала первой игрой для Super Scope, использующей графический режим Mode 7 игровой системы Super Nintendo, и который создавал впечатление использования трёхмерной компьютерной графики и делал игровой процесс более реалистичным.
Nintendo выпустила игру Yoshi’s Safari в Японии 14 июля 1993 года под названием Yoshi’s Road Hunting, а в Северной Америке — в сентябре. В регионах PAL игра вышла в 1994 году. На момент выпуска игра не привлекла большого внимания. Её выход в Северной Америке совпал с выпуском популярной аркадной игры Mortal Kombat, вызвавшей в своё время массовые споры по поводу её излишней жестокости, для Super Nintendo и Sega Mega Drive. По мнению обозревателей IGN, решение Nintendo смягчить кровь и жестокость в версии Mortal Kombat для Super Nintendo отвлекло внимание общественности от Yoshi’s Safari.

## Оценки и наследие
| Иноязычные издания | Иноязычные издания |
| Издание            | Оценка             |
| ------------------ | ------------------ |
| EGM                | 6 из 10            |
| Famitsu            | 26 из 40           |
| ONM                | 77 из 100          |
| Joypad             | 83 %               |

Несмотря на коммерческий провал Yoshi’s Safari, который IGN объясняет зависимостью игры от наличия светового пистолета Super Scope и скандалом вокруг Mortal Kombat, игра получила высокие оценки от игровых журналистов. Особенно положительно было встречено визуальное оформление игры. Издания Joypad, Electronic Gaming Monthly (EGM) и Nintendo Magazine System назвали графику и плавную прокрутку одними из главных достоинств игры. Joypad отметил плавную анимацию, а обозреватель Nintendo Magazine System писал, что графика хорошо вписывается в стилистику серии Mario. Nintendo Power охарактеризовал персонажей как ярких и красочных. Газета The Los Angeles Times высоко оценила использование в игре режима Mode 7, описав графику как превосходную и красочную. Joypad и Nintendo Magazine System также похвалили музыкальное сопровождение игры, причём Joypad отметил, что музыка, несмотря на простоту, звучит приятно.
Критики также высоко оценили игровой процесс Yoshi’s Safari, а Joypad и Nintendo Magazine System назвали её лучшей игрой для Super Scope. Joypad похвалил многопользовательский режим и отметил, что, хотя игра несколько дорогая, она стоит своих денег для владельцев Super Scope. Nintendo Magazine System писал, что благодаря разнообразию и разветвлённым уровням Yoshi’s Safari обладает большей глубиной, чем другие игры для Super Scope. Joypad и Nintendo Power соответственно похвалили отзывчивое и удобное управление. Однако основными объектами критики стали небольшая продолжительность игры и низкая сложность. Рецензенты Nintendo Magazine System писали, что прошли всю игру за один присест, и предположили, что она сможет развлечь максимум на неделю, а EGM написал, что игроки «могут быть искушены направить свой SuperScope на себя и покончить со всем этим!». Nintendo Magazine System и Nintendo Power предположили, что игра ориентирована на молодую аудиторию, причём первый отметил, что хотя начинающие игроки получат удовольствие, опытным геймерам будет мало.
Провал Yoshi’s Safari показал, что Super Scope коммерчески нежизнеспособен для Nintendo. Сигэру Миямото, создавший Марио и Йоши и занимавшийся в то время разработкой Super Mario World 2: Yoshi’s Island, остался недоволен Yoshi’s Safari. Он приложил все усилия, чтобы его собственная игра получилась более соответствующей духу серии. Игры, в которых главным героем был Йоши, не пользовались большой популярностью до выхода Yoshi’s Island, а Yoshi’s Safari остаётся относительно малоизвестной. Дополнения к вселенной Mario, появившиеся в этой игре, такие как Страна драгоценностей, были проигнорированы в последующих играх серии. Yoshi’s Safari стала первой игрой серии Mario, в которой Принцесса получила имя «Пич» вместо «Тоадстул» в западных регионах, хотя это не прижилось до выхода Super Mario 64 в 1996 году. Позднее Nintendo стала возрождать старые игры из своего каталога через сервис Virtual Console, но Yoshi’s Safari никогда не переиздавалась, и обозреватель IGN отметил, что её 25-летний юбилей в 2018 году прошёл практически незамеченным. Игра остаётся единственным шутером от первого лица во франшизе Mario.
В ретроспективном обзоре 2019 года обозреватель IGN посетовал на малоизвестность Yoshi’s Safari и посчитал, что игра заслуживает большего признания. По мнению автора, эта игра выделялась и продолжает выделяться на фоне остальных частей серии Mario. «Причудливые аспекты» Yoshi’s Safari, такие как научно-фантастическая тематика (в отличие от фэнтезийной в предыдущих играх серии Mario), жизнерадостная музыка и использование светового пистолета Super Scope, проложили путь для более экспериментальных игр франшизы, таких как Mario + Rabbids Kingdom Battle в 2017 году. IGN отмечает: «Хотя Yoshi’s Safari далека от совершенства, в некоторых аспектах она всё же опередила своё время». Автор также называет «печальным», что игра никогда не переиздавалась.